# Ондирис (Карагандинская область)
Ондирис (каз. Өндіріс) — село в Нуринском районе Карагандинской области Казахстана. Входит в состав Черниговского сельского округа. Код КАТО — 355283300.

## Население
В 1999 году население села составляло 253 человека (122 мужчины и 131 женщина). По данным переписи 2009 года, в селе проживало 179 человек (84 мужчины и 95 женщин).